# Snowdon
Yr Wyddfa (en galés: Yr Wyddfa, en inglés: Snowdon) es la montaña más alta de Gales, con una altura de 1085 metros, y el punto más alto de las islas británicas fuera de Escocia. Está ubicado en el parque nacional de Snowdonia (Parc Cenedlaethol Eryri), en Gwynedd, y ha sido descrito como "probablemente la montaña más concurrida de Gran Bretaña". Ha sido designada como una reserva natural nacional debido a su rara flora y fauna.
Las rocas que forman Snowdon fueron producidas por volcanes en el periodo ordovícico, y el macizo ha sido esculpido extensamente por glaciación, formando el pico piramidal de Snowdon y las aristas de Crib Goch e Y Lliwedd. Las caras de los precipicios de Snowdon, incluyendo Clogwyn Du'r Arddu, son lugares importantes para la escala de piedras, y la montaña fue utilizada por Edmund Hillary para entrenarse antes de ascender el Monte Everest en 1953.
Snowdon tiene una de las mejores vistas en Gran Bretaña, y a la cima puede llegarse por senderos bien conocidos. La cima también puede alcanzarse con el Snowdon Mountain Railway (Ferrocarril de Montaña de Snowdon), un ferrocarril de cremallera que comenzó a funcionar en 1896 y lleva a pasajeros recorriendo los 4.7 kilómetros desde Llanberis hasta la estación de la cima. En la cumbre tiene un centro de visitantes llamado Hafod Eryri, construido en 2006 para reemplazar al originario de los años 1930.
El nombre Snowdon es la expresión del inglés antiguo para "colina nevada", mientras que el nombre galés - Yr Wyddfa - significa "el túmulo", pudiendo referirse al túmulo lanzado sobre el legendario gigante Rhitta Gawr luego de su derrota a manos del Rey Arturo. Al igual que otras figuras de la leyenda arturiana, la montaña está conectada al legendario afanc (monstruo acuático) y las Tylwyth Teg (hadas).

## Altura
Un estudio de 1682 estimó que la cima del Snowdon estaba a 1.130 metros; en 1773, Thomas Pennant realizó una nueva estimación de 1.088 metros sobre el nivel del mar en Caernarfon. Estudios recientes ponen a la altura del pico a 1.085 metros, haciendo de Snowdon la montaña más alta de Gales y el punto más alto del Reino Unido fuera de Escocia. Snowdon es una de las tres montañas que son escaladas en el National Three Peaks Challenge.

## Medioambiente

### Flora

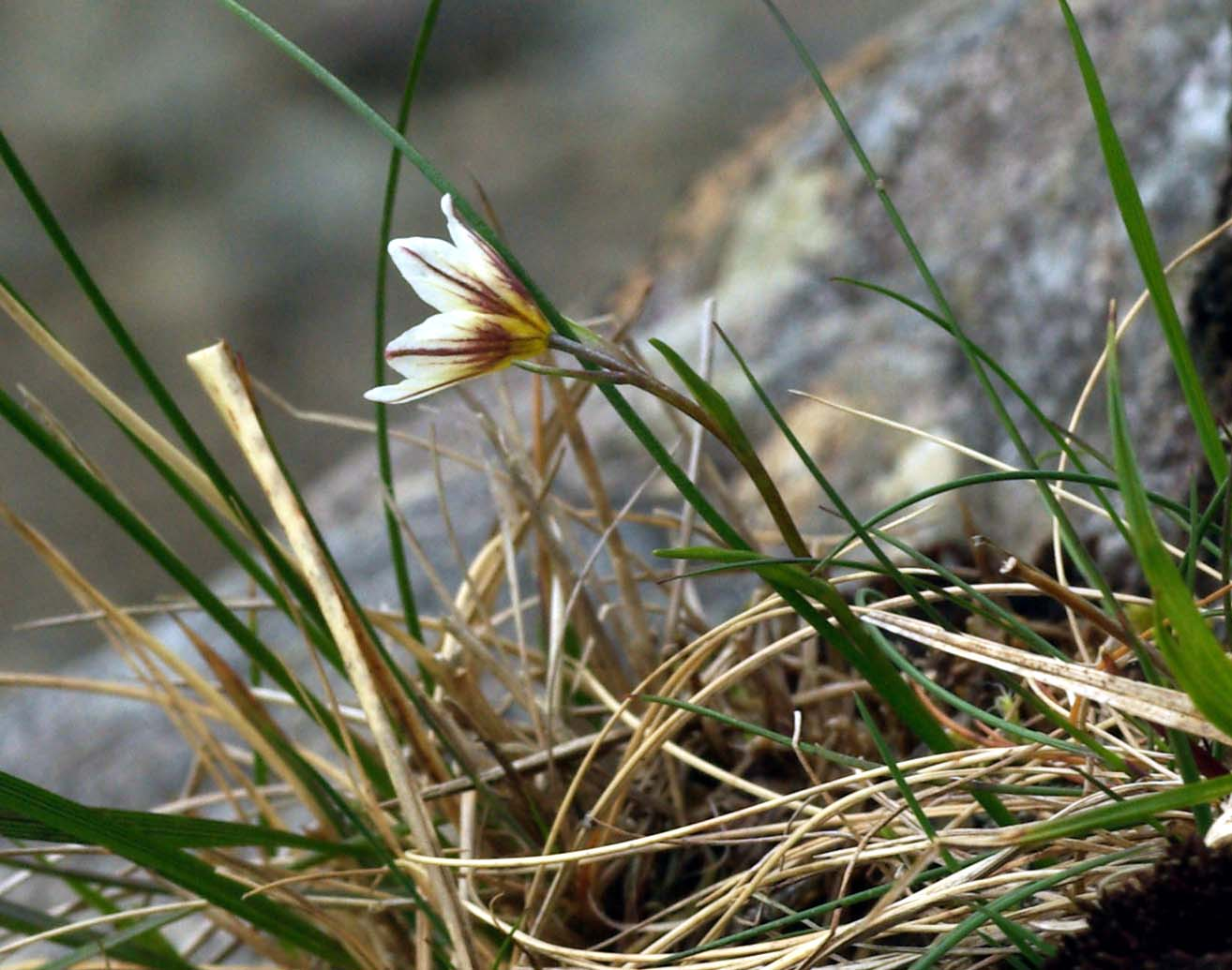
Lloydia serotina, el "lirio de Snowdon", crece en las caras del Snowdon.

El mediambiente único de Snowdon, en especial sus raras plantas, han llevado a que sea designado como una Reserva Natural Nacional. Además de las plantas que son comunes en Snowdonia, Snowdon es el hogar de algunas plantas que rara vez se encuentran en otros lugares de Gran Bretaña. La más famosa de estas es el "lirio de Snowdon", Lloydia serotina, la cual también crecen en los Alpes y en América del Norte. Fue descubierta por primera vez en Gales por Edward Lhuyd, y luego fue nombrada en su honor por R.A. Salisbury. Snowdon se halla en la parte septentrional del parque nacional Snowdonia,  el cual también provee cierta protección legal desde que se creara el parque en 1951.

### Geología

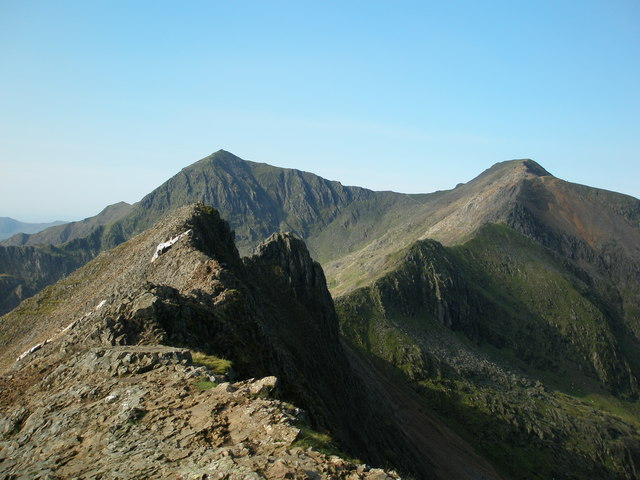
La delgada arista de Crib Goch (frente) y el pico piramidal de Snowdon (fondo) son el resultado de los efectos de la glaciación.

Las rocas que hoy en día forman Snowdon y las montañas aledañas fueron formadas en el periodo ordovícico. En ese entonces, gran parte de lo que hoy en día es Gales se encontraba en el extremo de Avalonia, sumergida debajo del antiguo Océano de Jápeto. En la etapa soudleyense (458 a 457 millones de años) de la era Carádoca, se formó una caldera volcánica que produjo flujos piroclásticos de tobas riolíticas, los cuales formaron depósitos de hasta 500 metros de grosor. La actual cima se encuentra cerca del extremo norte de la antigua caldera; la extensión total de la caldera no se conoce con certeza, pero se extendía hasta la cima de Moel Hebog en el suroeste.
Snowdon y sus picos aledaños han sido descritos como "verdaderos ejemplos de topografía alpina". Las cimas de Snowdon y Garnedd Ugain están rodeadas por cwms, valles redondeados que fueron cavados por la glaciación.
 La erosión causada por glaciares en cwms adyacentes causó las características aristas de Crib Goch, Crib y Ddysgl y Y LLiwedd, y el pico piramidal del mismo Snowdon. Otras formaciones glaciales que se pueden observar alrededor de Snowdon incluyen montonadas de rocas, bloques erráticos y morrenas.

### Clima
El nombre en inglés "Snowdon" viene del inglés antiguo, que significa "colina nevada", ya que Snowdon está frecuentemente cubierta de nieve. Aunque la cantidad de nieve que cae en Snowdon en el invierno varía en forma significativa, en 2004 cayó 55% menos nieve que en 1994. Las caras de Snowdon tienen uno de los climas más húmeods en Gran Bretaña, recibiendo un promedio de 5100 mm de precipitación anual.

### Lagos

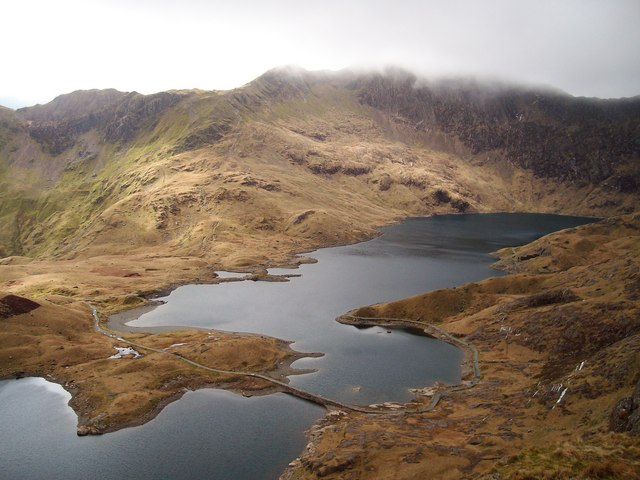
Llyn Llydaw, el más grande y profundo de los lagos de los flancos de Snowdon, es cruzado por una calzada en su extremo oriental.

Existen varios lagos en los cwms de la cadena de Snowdon.
- Llyn Llydaw - a 440 metros de altura - se encuentra en Cwm Dyli, el cwm al este de Snowdon y es uno de los lagos más profundos de Snowdonia, con una profundidad máxima de 58 metros. Han surgido varias explicaciones para su nombre, incluyendo lludw ("ceniza"), debido a los depósitos de ceniza a lo largo de sus costas, hasta Llydaw ("Bretaña").[19] Contiene evidencias de un asentamiento crannóg y fue el lugar donde se encontró el cayuco de 3x6 metros descrito en el Cambrian Journal en 1862.[19] El lago tiene una clara coloración debido a las minas de cobre cercanas, y es usado por la estación de energía hidroeléctrica Cwm Dyli, la cual abrió en 1906.[19] Una carretera elevada cruza el lago. Ésta fue construida en 1853 y fue elevada un poco más en el siglo veinte para evitar que se inunde tan seguido.[20]

- Glaslyn – a 600 metros de altura y de 7.3 ha. – yace a una altura mayor en Cwn Dyli que Llyn Llydaw.[21] Originalmente se lo llamó Llyn y Ffynnon Glas, y tiene una profundidad de 39 metros.[21] Durante muchos años se creía que no tenía fondo, además de ser la ubicación de varios otros mitos.[21]

- Llyn Ffynnon-y-gwas – a 440 metros de altura y de 4 ha – se encuentra en Cwm Treweunydd, el cwm del noroeste de Snowdon, y es cruzado por el sendero Snowdon Ranger.[22] Se volvió más grande cuando se lo embalsó para ser usado como reservorio por canteras de pizarras, pero su nivel se ha rebajado y el volumen del lago se ha reducido a 24.000 m³.[22]

Otros lagos incluyen el Llyun Du'r Arddu debajo del Clogwyn Du'r Arddu - a 579 metros de altura y de 2 ha, Lyn Teyrn cerca de Pen-y-pass -a 377 metros de altura y con 2 ha de extensión, además de varios otros cuerpos de agua menores.

## Escala de piedras

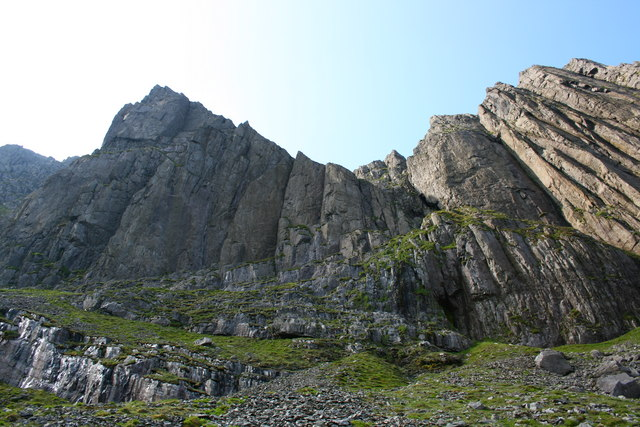
Clogwyn Du'r Arddu es un lugar importante para la escala de piedras.

El macizo del Snowdon incluye varios precipicios espectaculares, y tiene un lugar importante en la historia de la escala de piedras en el Reino Unido. Clogwyn Du0r Arddu es conocido coloquialmente como 'Cloggy' entre los escaladores, y fue el lugar de la primera escala registrada en el Reino Unido en 1798. Fue realizada por dos botánicos, el Reverendo Peter Williams y William Bingley mientras buscaban por plantas exóticas. Ahora es considerado uno de los mejores precipicios para la escala de roca en el país.
Y Lliwedd también fue explorado por los primeros escaladores, y fue el objeto de una guía para escalar de 1909 de J.M.A. Thompson y A.W. Andrews titulada The Climbs on Lliwedd (lit. Las escaladas en Lliwedd), una de las primeras en Gran Bretaña. Snowdon fue utilizado por Edmund Hillary y su grupo durante sus preparaciones para su exitosa escalada de 1953 del Monte Everest.

## Ascensos

Mapa del macizo de Snowdon
Leyenda
· gris: sierras
· líneas rojas: senderos
· líneas naranjas: caminos
· línea gris punteada: Snowdon Mountain Railway

El primer ascenso registrado de Snowdon fue realizado por el botánico Thomas Johnson en 1639. Sin embargo, el historiador galés del siglo XVIII, Thomas Pennant, menciona una "feria triunfal sobre esta nuestra montaña de montañas" luego de la conquista de Gales por parte de Eduardo I en 1284, lo que podría indicar la posibilidad de ascensos anteriores.
Snowdon ofrece una de las vistas más extensas de las islas británicas En días excepcionalmente despejados, se puede observar a Irlanda, Escocia, Inglaterra y la Isla de Man, al igual que 24 condados, 29 lagos y 17 islas. La vista entre Snowdon y Merrick (su de Escocia) es la línea de visión teórica más larga de las islas británicas con 232 kilómetros.
Snowdon ha sido descrito como "probablemente la montaña más visitada de Gran Bretaña"; un número de senderos bien mantenidos llevan a la cima del Snowdon desde todos sus lados,  y pueden ser combinados en varias maneras. El sendero circular que comienza en Pen-y-Pass y utiliza la ruta Crib Goch y la ruta sobre Y Lliwedd se llama Snowdon Horseshoe (lit. Herradura Snowdon),y es considerado "como uno de los mejores senderos de montaña en Gran Bretaña". Las rutas allí están organizadas para ir en contra de las agujas del reloj, comenzando con el sendero que comienza desde Llanberis. Durante el invierno, todas estas rutas se vuelven significativamente más peligrosas y muchos aventureros inexperimentados han muerto a lo largo de los años tratando de escalar la montaña usando los caminos principales.

### Sendero Llanberis
El Sendero Llanberis es la ruta más larga hacia la cima, y tiene el gradiente más bajo. Sigue la línea del Snowdon Mountain Railway, y es considerado como la ruta a la cima de Snowdon más fácil y menos interesante. Es la ruta utilizada por la carrera anual Snowdon Race, con un tiempo récord registrado de menos de 40 minutos desde el comienzo hasta la cima.
La sección del Sendero Llanberis que corre al lado de la vía del tren cerca de la cima ha sido llamada "La Convexa Asesina"; en condiciones heladas, esta subida convexa puede hacer caer al precipicio de Clogwyn Du'r Arddu a los escaladores desprevenidos. Cuatro personas murieron allí en febrero de 2009.

## Sendero Snowdon Ranger

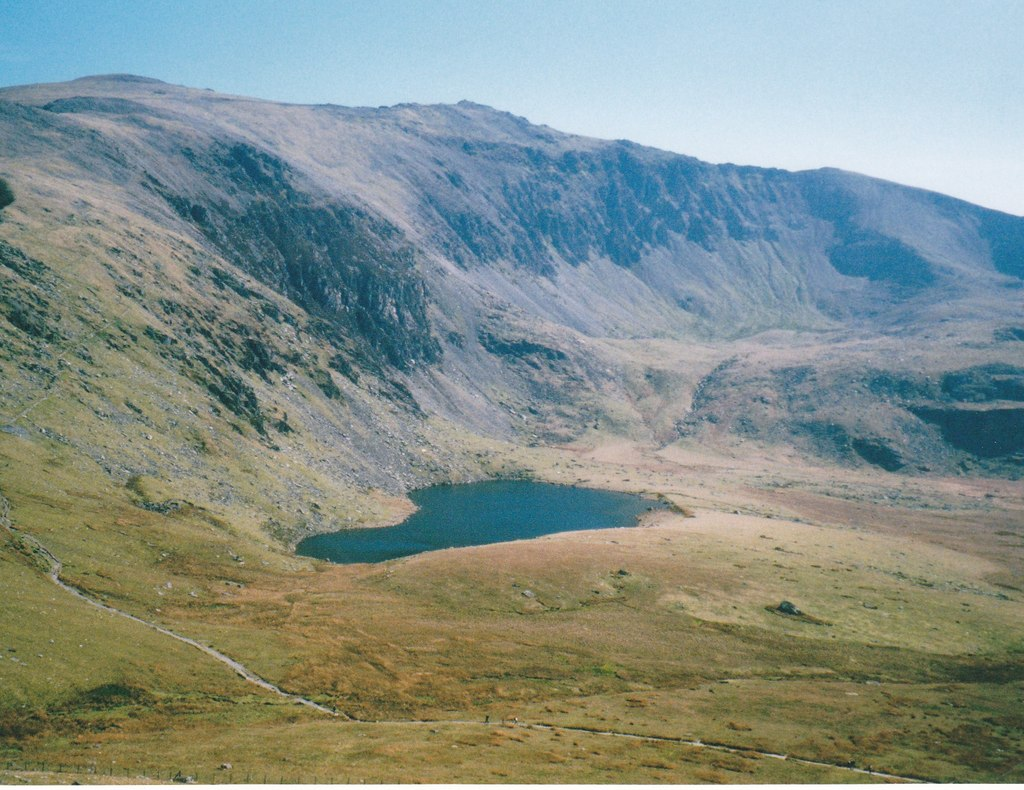
El sendero Snowdon Ranger cruzando una zona cenagosa antes de ascender por encima de Llyn Ffynnon-y-gwas.

El Sendero Snowdon Ranger comienza en el hostal juvenil al lado de Llyn Cwellyn, al oeste de la montaña, conectado por la autopista A4085 y la estación de tren Snowdon Ranger. Este lugar era anteriormente el Saracen's Head Inn, pero fue renombrado luego de que sea adquirido por el guía de montaña John Morton. Es probablemente "el sendero más antiguo a la cima".

La ruta comienza en zigzag a través de un "exuberante terreno verde", antes de llegar a una zona cenagosa en frente de Llyn Ffynnon-y-gwas. El camino luego sube hasta Bwlch Cwm Brwynog, y luego serpentea a lo largo de los picos sobre clowgwyn Du'r Arddu en dirección a la cima. Este sendero pasa muy cerca de la línea férrea, el Sendero Llanberis, el sendero Crib Goch y los senderos Pyg y de Mineros justo debajo de la cima.

### Sendero Rhyd Ddu
El Sendero Rhyd Ddu, también llamado sendero Beddgelert, va desde la aldea de Rhyd Ddu, al oeste de Snowdon, subiendo lentamente hasta Llechog, una ancha colina que cae desde el oeste de la cima. Es considerado como una de las rutas más fáciles hasta la cima, con la ventaja de que ésta está visible desde un principio, pero es una de las rutas menos utilizadas. Sube una baja gradiente hasta Bwlch Main, un poco al suroeste de la cima, desde donde comienza a tornarse más empinada, encontrándose con el Sendero Watkin en un sitio en donde se encuentra un gran monumento de piedra a unos cientos de metros de la cima.  Un comienzo alternativo se encuentra en Pitt's Head en la autopista A4085.

### Sendero Watkin

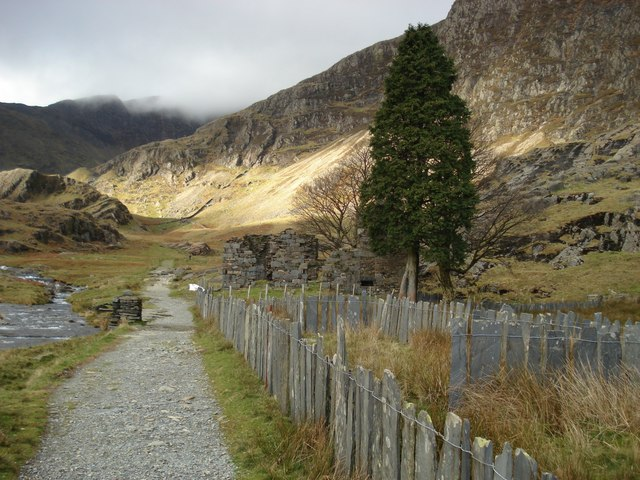
Plas Cwmllan (derecha) and Gladstone Rock (izquierda) en Cwm Llan, vistas a lo largo del Sendero Watkin

El Sendero Watkin es "la ruta directa más difícil a la cima del Snowdon", ya que comienza en la elevación más baja de todas las rutas principales. Fue concebido inicialmente por Edward Watkin, un empresario de ferrocarriles que había intentado construir un túnel de tren por debajo del Canal de la Mancha, y tenía una casa de campo en Nant Gwynant cerca del inicio del sendero. Originalmente fue diseñada como un sendero para burros y fue abierto en 1892.
El principio del Sendero Watkin ha sido descrito como "el comienzo más bonito" de las rutas que suben Snowdon. Comienza en Bethania en la ruta A498 y sube a través de antiguos bosques celtas de hoja ancha. Pasado el bosque, el sendero sube pasando por las cataratas de Afon Llan hasta el cirque de Cwm Llan, cruzando un plano inclinado en desuso de una cantera abandonada. Luego llega a Plas Cwmllan, la antigua casa del administrador de la cantera de South Snowdon Works y más adelante el lugar que fue utilizad para práctica de tiro de comandos durante la Segunda Guerra Mundial. Cerca a Plas Cwmllan se encuentra la gran roca conocida como Gladstone Rock, la cual lleva una placa conmemorativa a un discurso dado en 1892 por William Ewart Gladstone, en ese entonces primer ministro de 83 años, sobre el tema de "Justicia para Gales". Los trabajos de canteras en Cwm Llan se iniciaron en 1840, pero cerraron en 1882 debido a los altos costos de transporte al mar hasta Porthmadog. No obstante, aún quedan varios edificios de la operación en el lugar.
Desde las canteras, el Sendero Watkin tuerce hacia el noreste para llegar a Bwlch Ciliau, el puerto de montaña entre Snowdon y Y Lliwedd, el cual está marcado por un hito grande color marrón anaranjado. Desde allí, se dirige al oeste apara encontrarse con el sendero Rhyd Ddu en un monumento de piedra por debajo de la cima de Snowdon.
Escenas de la película Carry On... Up the Khyber fueron filmadas en la parte baja del Sendero Watkin en 1968, usando el sendero para representar al Paso Jaiber en la película. Una de las estrellas de la película, Angela Douglas, reveló una plaqueta en el lugar exacto donde se filmó en 2005 para conmemorar el lugar de filmación. Forma parte del North Wales Film and Television Trail, operado por el Wales Screen Commission.

## Sobre Y Lliwedd

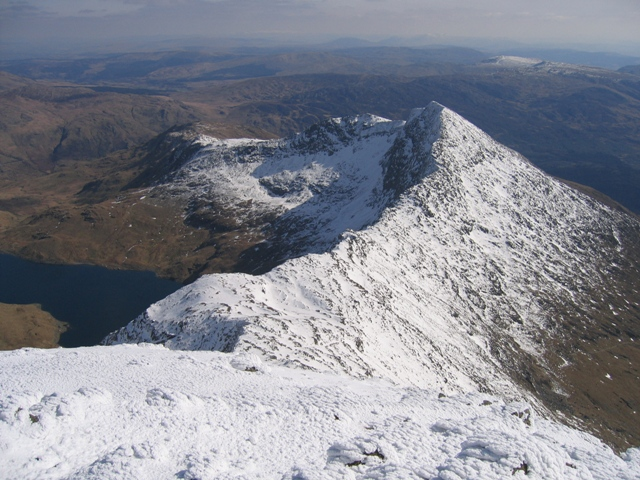
Y Lliwedd (vista aquí a principios de la primavera) es una montaña con una cumbre angosta al sudeste de la cima del Snowdon.

La ruta sobre Y Lliwedd es usada más frecuentemente para descender que para ascender, y forma la segunda mitad del camino de herradura de Snowdon, siendo su ascenso sobre Crib Goch. Se llega a esta ruta siguiendo el Sendero Watkin hasta Bwlch y Saethau, y luego continuando a lo largo de las crestas de las cimas gemelas de Y Lliwedd. El sendero luego baja hasta Cwm Dyli para unirse al Miners' Track hacia Pen-y-Pass.

## Miner's Track

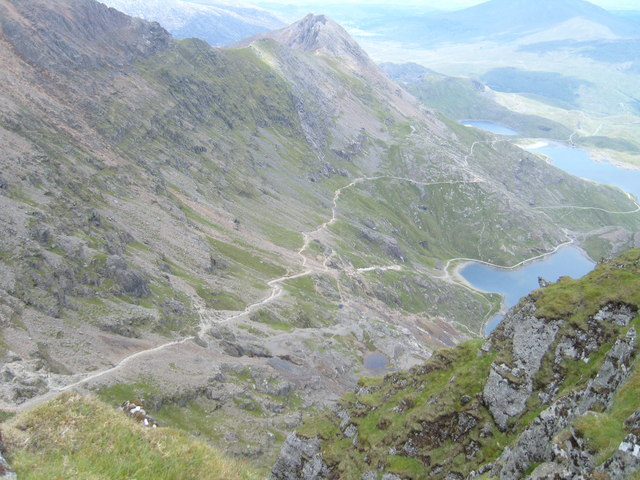
El Sendero Pyg (arriba) y el Sendero de los Mineros (abajo) uniéndose encima de Glaslyn. Crib Goch se puede ver en la parte superior de la foto.

El Miner's Track (lit. Sendero de los Mineros) comienza en un parque de autos en Pen-y-Pass a una altitud  de aproximadamente 350 metros y es la ruta más popular a la cima de Snowdon. Comienza bordeando Llyn Teyrn antes de subir levemente para cruzar el puente sobre Llyn Llydaw. Bordea el lago antes de subir hasta Glaslyn, desde donde asciende empinadamente hasta Bwlch Glas. Se cruza con el Sendero Pyg durante gran parte de su zigzagueada subida, y al llegar la cúspide se junta con los senderos Llanberis y Snowdon Ranger. Se pueden observar varios edificios mineros abandonados a lo largo de varias partes del sendero.

## Sendero Pyg

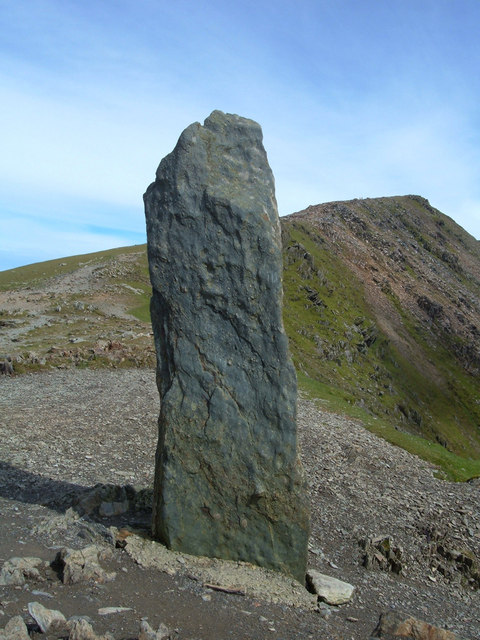
Este monolito marca el punto en el cual el Sendero Pyg y el Miners' Track descienden desde la cima.

El Sendero "Pyg", o "Pig" (se lo escribe de ambas formas), también parte desde Pen-y-Pass. El sendero pasa sobre Bwlch y Moch en los flancos orientales de Crib Goch, antes de cruzar las pendientes más bajas de esa montaña en forma transversal. El Miner's Track se le une encima de Glaslyn para la subida en zigzag hasa Bwlch Glas entre Snodwon y Garnedd Ugain. La palabra Pig es una voz inglesa que en español significa «Cerdo». En relación con este peculiar nombre, el Snowdonia National Park Authority ha declarado que:

Naie sabe con certeza porque este sendero es llamado Sendero Pyg. Es posible que haya sido llamado así debido al puerto de montaña por el que pasa, Bwlch y Moch (traducido como «Paso del Cerdo»), ya que el nombre del sendero algunas veces es escrito como "Pig Track" (lit. Sendero Cerdo). O, puede que haya sido utilizado para llevar 'pyg' (alquitrán negro) a las minas de cobre en Snowdon. Otra posible explicación es que el sendero haya recibido su nombre debido al Hotel Pen y Gwryd, el cual fue popular entre los primeros alpinistas.
Snowdonia NPA

## Ruta Crib Goch
La ruta transversal del Crib Goch es "una de las mejores caminatas de montaña de Gran Bretaña",  y forma parte de la conocida Herradura de Snowdon, un circuito de picos que rodean al Cwm Dyli. El sendero sigue al Sendero Pyg antes de separarse del mismo en Bwlch y Moch y subir por el costado de Crib Goch. Todas las rutas que rodean a Crib Goch son consideradas rutas de montañismo o scrambles.

## Snowdon Mountain Railway

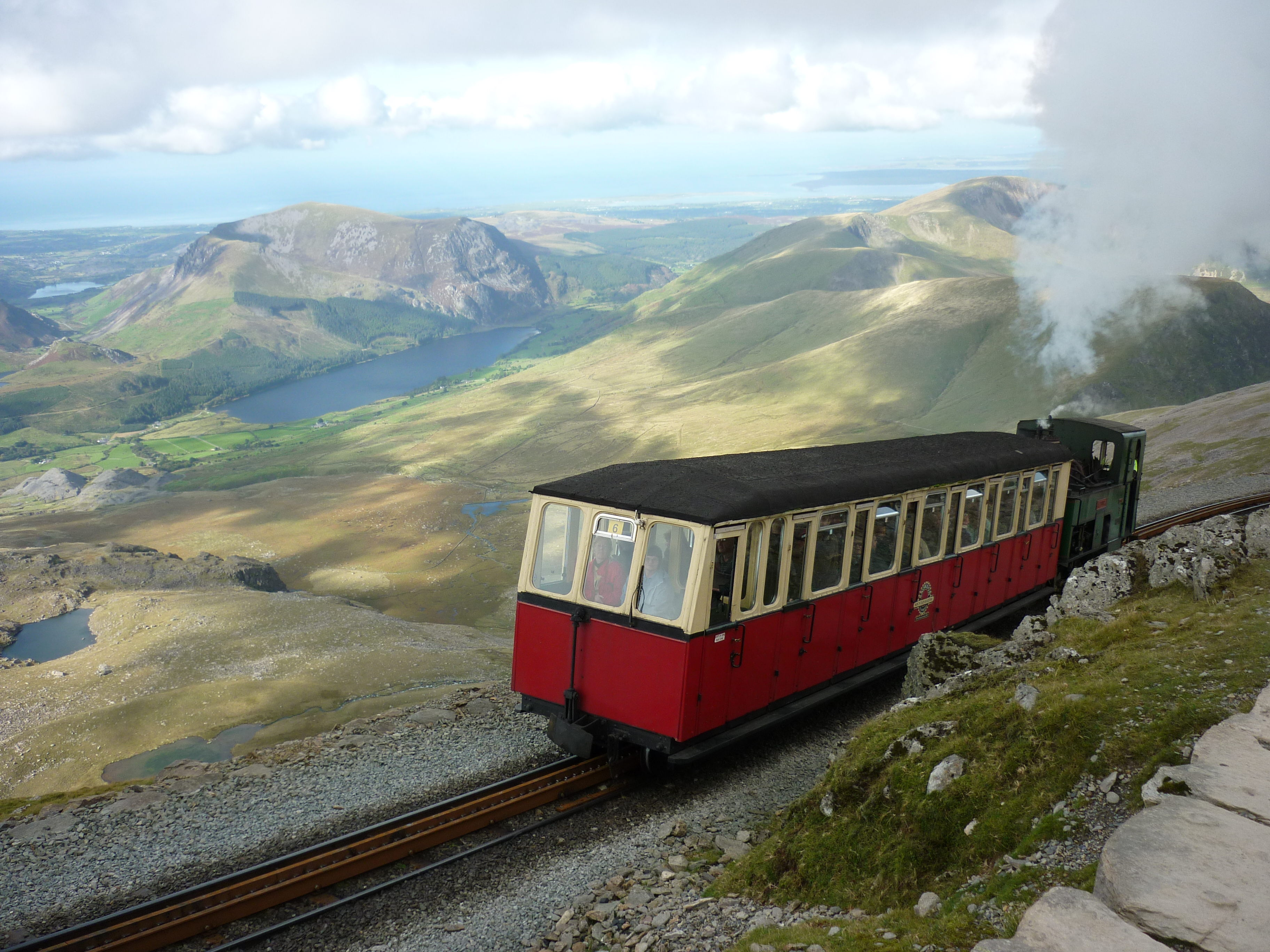
Un tren llegando a la estación de la cima.

El Snowdon Mountain Railway (SMR) (en galés: Rheilffordd yr Wyddfa. en español: Ferrocarril de Montaña de Snowdon) es un ferrocarril de montaña de vía estrecha que se extiende 7.6 kilómetros desde Llanberis hasta la cima de Snowdon. Es el único ferrocarril de cremallera público en el Reino Unido, y después de más de 100 años de operación continúa siendo una atracción turística popular. Trenes de un solo coche son empujados en subida por la montaña bien por locomotoras a vapor bien por locomotoras diésel. También se han utilizado automores a diésel como unidades múltiples. El ferrocarril fue construido entre diciembre de 1894, cuando el primer cinto fue cortado por Enid Assheton-Smith (en honor a quien se nombró la locomotora n.º 2), y febrero de 1896, con un costo total de  £63,800 (£5.474.000 en 2012)

## Edificios en la cima
El primer edificio en la cima de Snowdon fue construido en 1838 para vender bebidas, y en 1845 recibió una licencia para vender bebidas alcohólicas. Cuando se inauguró el tren de cremallera en 1896, se construyó un hotel en la estación terminal, cerca de la cima. Fue reemplazado en los años 1930 por un restaurante diseñado por Sir Clough Williams-Ellis, el cual más tarde se transformó en café y tienda de suvenires. Luego de haberse deteriorado con los años, este edificio fue descrito por el Príncipe Carlos como "el tugurio de mayor altura de Gales". Su estado llevó a una campaña para reemplazar el edificio. En abril de 2006, el Snowdonia National Park Authority con el apoyo del Snowdonia Society llegó a un acuerdo para comenzar la construcción de un nuevo complejo con un café y un centro de visitantes. Para mediados de octubre de 2006 el viejo edificio había sido demolido casi en su totalidad.
El nuevo centro de visitantes, que costó 8.4 millones de libras y ganó premios del RIBA, Hafod Eryri, diseñado por Ray Hole Architects junto con Arup y construido por Carillion, fue inaugurado oficialmente el 12 de junio de 2009 por el primer ministro de Gales Rhodri Morgan. El Poeta Nacional de Gales, Gwyn Thomas, compuso un nuevo dístico para el nuevo edificio, el cual ahora está en su entrada y en sus ventanas y dice:"Copa'r Wyddfa: yr ydych chwi, yma, Yn nes at y nefoedd / La cima de Snowdon: Aquí estás más cerca del cielo." El nombre Hafod Eryri se escogió entre cientos de otros en una competición organizada por la BBC. Hafod es el nombre galés para una residencia de altura, mientras que Eryri es el término galés para Snowdonia.

## Folclore

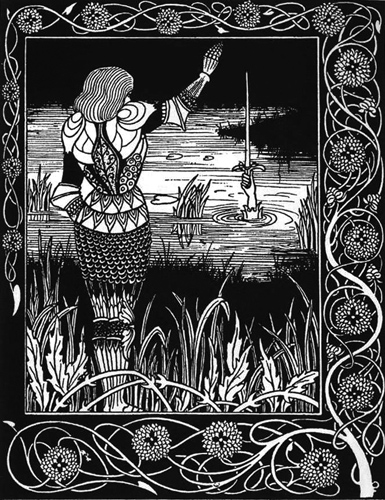
En las leyendas arturianas, Bedivere lanzó a Excálibur en un lago identificado por algunos como Glaslyn en las cercanías de Snowdon.

Según la mitología galesa, se dice que la cima del Snowdon es la tumba de Rhitta Gawr, una gigante. Se dice que de ello proviene el nombre galés Yr Wyddfa, el cual significa literalmente "el túmulo". Rhitta Gawr llevaba puesta una túnica hecha con barbas de hombres, y fue matada por el Rey Arturo luego de que la gigante le quitara la barba. Otros sitios relacionados con la leyenda arturiana son Bwlch y Saethau, en la cadena entre Snowdon y Lliwedd, donde se dice que el mismo Arturo habría muerto. Se erigió un hito con el nombre de Carnedd Artur en el lugar y estuvo en pie hasta 1850, pero ya no existe.  Según el folclore galés, Arturo hizo que Bedivere lanzase su espada Excálibur en el Glaslyn, donde el cuerpo de Arturo fue colocado más adelante en un bote para que fuese llevado a Afallon. De allí, los hombres de Arturo se retiraron a una cueva en la cuesta de Y Lliwedd, donde se dice que dormirán hasta que llegue el momento en que se los necesite. Al parecer, Merlin ocultó el trono dorado de Gran Bretaña entre las cuestas del norte de Crib y Ddysgl durante la invasión de los sajones. Glaslyn también es el lugar donde se dice que murió un monstruo marino conocido como afanc (la palabra galesa para castor), el cual aterrorizó a la gente del Valle de Conwy. Tentaron al monstruo para que saliera del agua utilizando una joven muchacha, para después atraparlo con cadenas y arrastrarlo hasta Glaslyn.
 Una piedra de gran tamaño, conocida como Maen Du'r Arddu, debajo de Clogwyn Du'r Arddu, posee supuestamente poderes mágicos. Al igual que otros lugares en Gales, se dice que si dos personas pasan la noche allí, una se hará poeta y la otra se volverá loca. Llyn Coch en Cwm Clogwyn ha sido asociado con Tylwyth Teg (hadas), una versión de la leyenda del hada novia.